# Geschichte der Flugzeugträger
Die Geschichte der Flugzeugträger umfasst die technischen und organisatorischen Entwicklungen bezüglich Kriegsschiffen, die als seegestützte Luftwaffenbasis dienen, (Flugzeugträger) von den Anfängen zu Beginn des 20. Jahrhunderts bis zur Gegenwart.

## Erste Versuche 1910

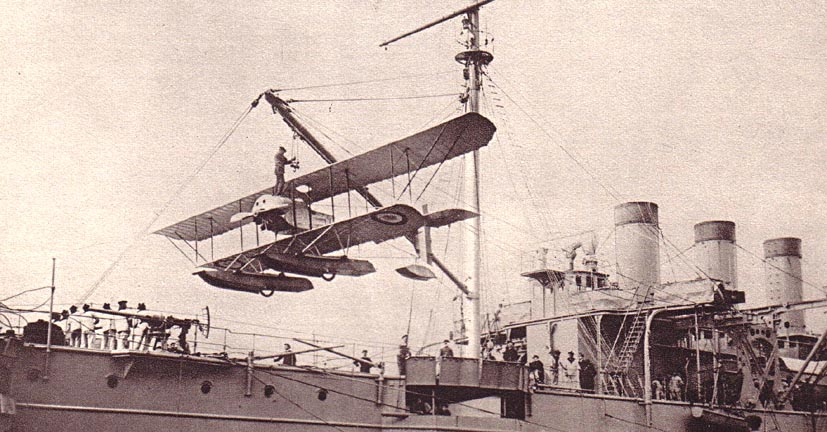
Die Foudre war der Vorgänger der ersten Flugzeugträger

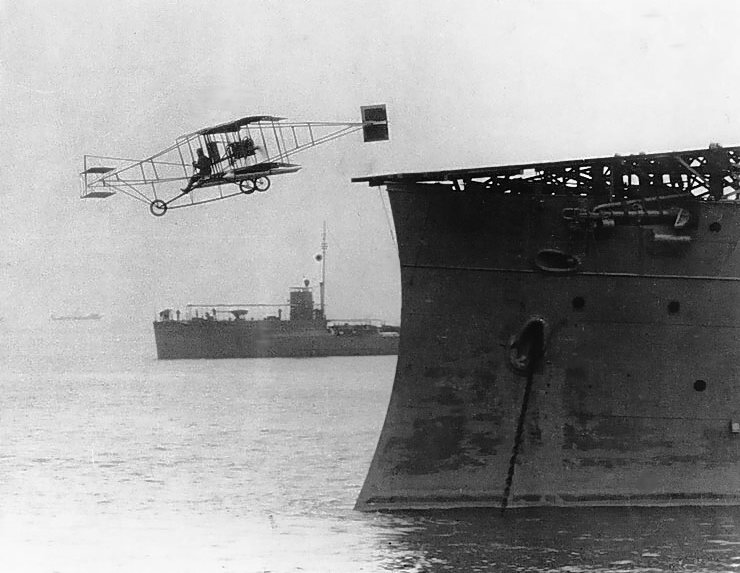
Eugene Ely kurz nach dem Start von der USS Birmingham

Als Vorgänger aller Flugzeugträger gilt die französische Foudre. Der erste Start eines Flugzeugs von einem Schiff fand Ende 1910 in den Vereinigten Staaten statt. Der Flugakrobat Eugene Burton Ely startete mit seinem Curtiss-Doppeldecker von einer Rampe, die auf dem Deck des Kreuzers USS Birmingham errichtet wurde. Die Landung fand jedoch noch an Land statt. Zwei Monate später gelang es ihm bei einem weiteren Versuch, auf einem anderen Schiff, der USS Pennsylvania zu landen. Die Auffanganlage für sein Flugzeug bestand dabei aus Tauen, die einfach quer über das Deck gelegt und durch Sandsäcke an den Enden gebremst wurden. Dadurch war bewiesen, dass Schiffe als Start- und Landeplattform für Flugzeuge dienen können.

## Erster Weltkrieg
Bis zur Entwicklung echter Flugzeugträger, auf denen Flugzeuge starten und landen konnten, unterhielten einige Marinen Flugzeugmutterschiffe. Diese dienten als Operationsbasis für Wasserflugzeuge, die teilweise von Katapulten gestartet wurden. Sie landeten neben dem Schiff auf dem Wasser und wurden mittels Kran wieder an Bord geholt.
Die Furious der britischen Marine, ein umgebauter Kreuzer, besaß ab 1917 ein knapp 70 Meter langes Flugdeck vor den Schiffsaufbauten, auf dem Flugzeuge starten konnten. Für Landungen war es nicht vorgesehen. Dennoch gelang am 2. August 1917 dem Squadron Commander Edwin Dunning mit einer Sopwith Pup dort die erste Landung auf einem sich bewegendem Schiff. Im normalen Flugbetrieb mussten die Maschinen aber auf dem Wasser landen und gingen größtenteils dabei verloren. Von der Furious ging der erste Luftangriff von Bord eines Schiffes aus; die beiden deutschen Zeppelinhallen in Tondern wurden erfolgreich angegriffen und zerstört.
Das Konzept wurde zwischen den Weltkriegen zum Seeflugzeugträger weiterentwickelt.
Der erste funktionsfähige Flugzeugträger, auf dem Flugzeuge mit Radfahrwerk sicher starten und landen konnten, war die HMS Argus der britischen Marine. Sie entstand 1918 durch den Umbau eines halbfertigen Passagierdampfers, kam aber im Ersten Weltkrieg nicht mehr zum Einsatz. Es war der erste Träger mit einem glatten Flugdeck über die gesamte Länge des Schiffes.

## Entwicklungen bis zum Zweiten Weltkrieg

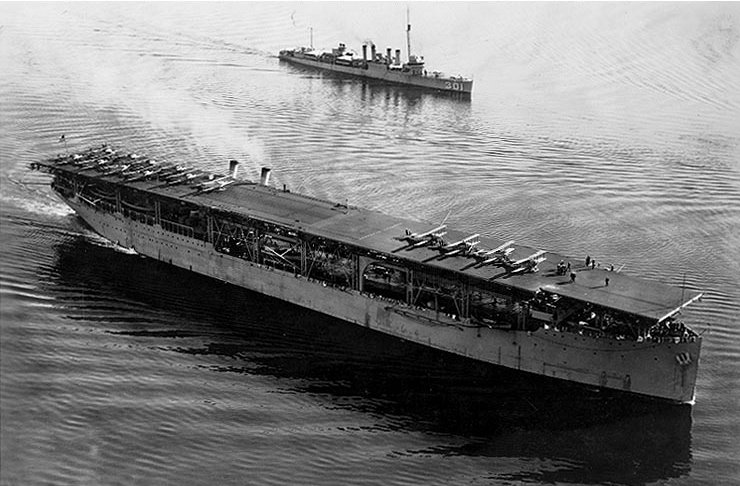
Die Langley (1928)

Die USA bauten von 1920 bis 1922 den Marine-Kohlentransporter Jupiter zu ihrem ersten Flugzeugträger, der Langley, um. Auch die beiden folgenden Träger, die Lexington und die Saratoga, die beide 1927 in Dienst gestellt wurden, waren Umbauten. Allerdings entstanden sie aus den Rümpfen zweier nicht vollendeter Schlachtkreuzer.
Auch die Briten bauten weitere Schiffe um. So entstanden die Courageous und die Glorious aus Schlachtkreuzern (besser gesagt aus Large Light Battlecruisers – ein Hybrid aus Schlachtkreuzern und Leichten Kreuzern).
Die ersten Flugzeugträger, die von vornherein als Träger entwickelt wurden, waren die 1922 in Dienst gestellte japanische Hōshō und die 1924 von den Briten fertiggestellte Hermes, deren Bau noch vor der Hōshō begonnen worden war. Die USA folgten 1934 mit der Ranger.

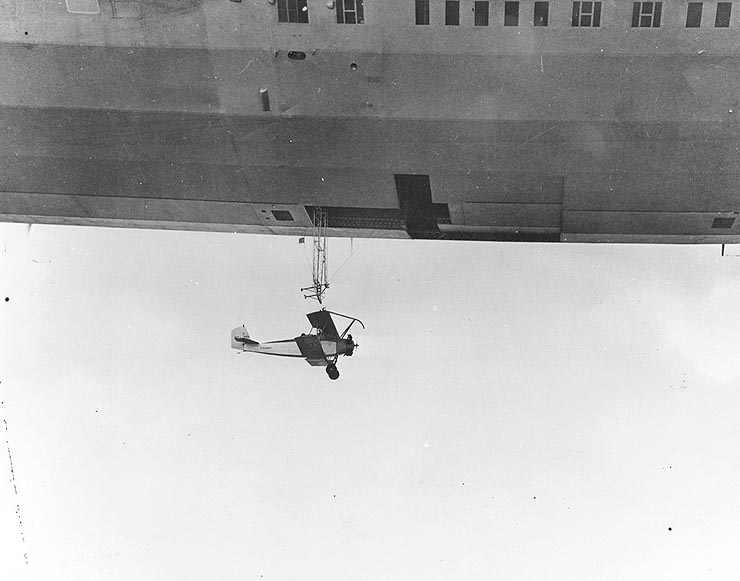
Das Luftschiff Akron beim Aussetzen eines Flugzeugs

Von 1931 bis 1935 besaß die US-Marine zwei Starrluftschiffe, die Akron und die Macon, die in der Lage waren Jagd- und Aufklärungsflugzeuge abzusetzen und wieder aufzunehmen. Diese Luftschiffe kamen vor allem als Aufklärer zum Einsatz. Beide Luftschiffe gingen durch Unfälle verloren.
Deutschland baute ab 1936 zwei große Flugzeugträger der Graf-Zeppelin-Klasse. 1940 wurde ein Baustopp verhängt, als die Graf Zeppelin in der Endausrüstung war, während der zweite Träger noch auf Stapel lag und dort abgebrochen wurde.
1942 wurde das Flugzeugträgerbauprogramm wieder aufgenommen. An der Graf Zeppelin wurde nun weitergebaut und Passagierschiffe und Kreuzer wurden zum Umbau in Flugzeugträger vorgesehen. Als im Januar 1943 das Trägerbauprogramm erneut eingestellt wurde, waren vier Schiffe im Umbau oder Fertigbau zum Flugzeugträger.
Die weitgehend fertiggestellte Graf Zeppelin wurde im April 1945 in einem Oderarm bei Stettin auf Grund gesetzt, von den Russen erbeutet und nach Sprengversuchen am Schiff 1947 in der Ostsee versenkt. Ende Juli 2006 wurde das Wrack etwa 30 Seemeilen nördlich von Wladyslawowo (Ellerwald) wiedergefunden.

## Zweiter Weltkrieg

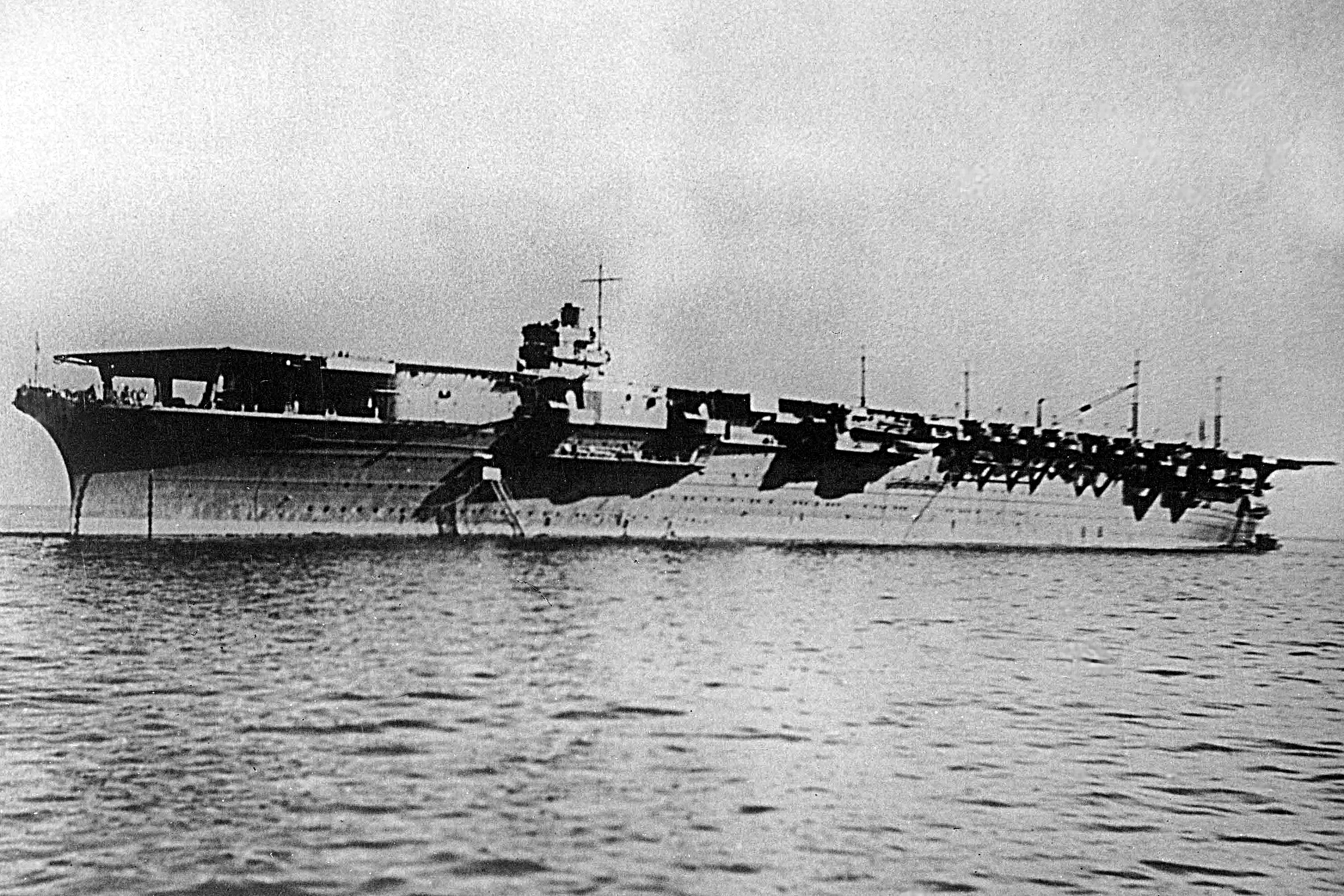
Die Zuikaku

Im Zweiten Weltkrieg zeigte sich, wie verwundbar Schiffe durch Flugzeuge waren. Als markantes Symbol dafür gilt die Versenkung der Bismarck am 27. Mai 1941.
Flugzeugträger lösten die Schlachtschiffe als kampfstärkste Einheiten ab. (siehe Zerstörung der Force Z)
Bedeutende Einsätze von Flugzeugträgern im Zweiten Weltkrieg:
- der britische Angriff auf den italienischen Hafen Tarent am 11. November 1940 mit Maschinen vom Typ Fairey Swordfish gilt quasi als Vorbild für den Angriff der Japaner auf Pearl Harbor
- der japanische Angriff auf Pearl Harbor 1941; maßgeblich beteiligt waren sechs japanische Flugzeugträger (Akagi, Kaga, Hiryū, Sōryū, Zuikaku und Shōkaku).
- die Schlacht im Korallenmeer Mai 1942
- die Schlacht um Midway Juni 1942, bei der trägergestützte US-Sturzkampfflugzeuge in einem Blitzangriff zunächst drei, später auch den vierten der japanischen Flugzeugträger vernichten konnten.
- die Schlacht in der Philippinensee am 19. und 20. Juni 1944

Die Japaner versuchten zum Ende des Pazifikkriegs, vor allem der Übermacht der amerikanischen Flugzeugträger mit ihrer Shimpū-Spezialeinsatztruppe Herr zu werden.
Nicht zur Ausführung gelangte das Projekt eines riesigen britischen Flugzeugträgers aus Eis unter dem Projektnamen Habbakuk, allerdings wurden diverse Vorarbeiten hierzu geleistet.

## Entwicklung nach dem Zweiten Weltkrieg

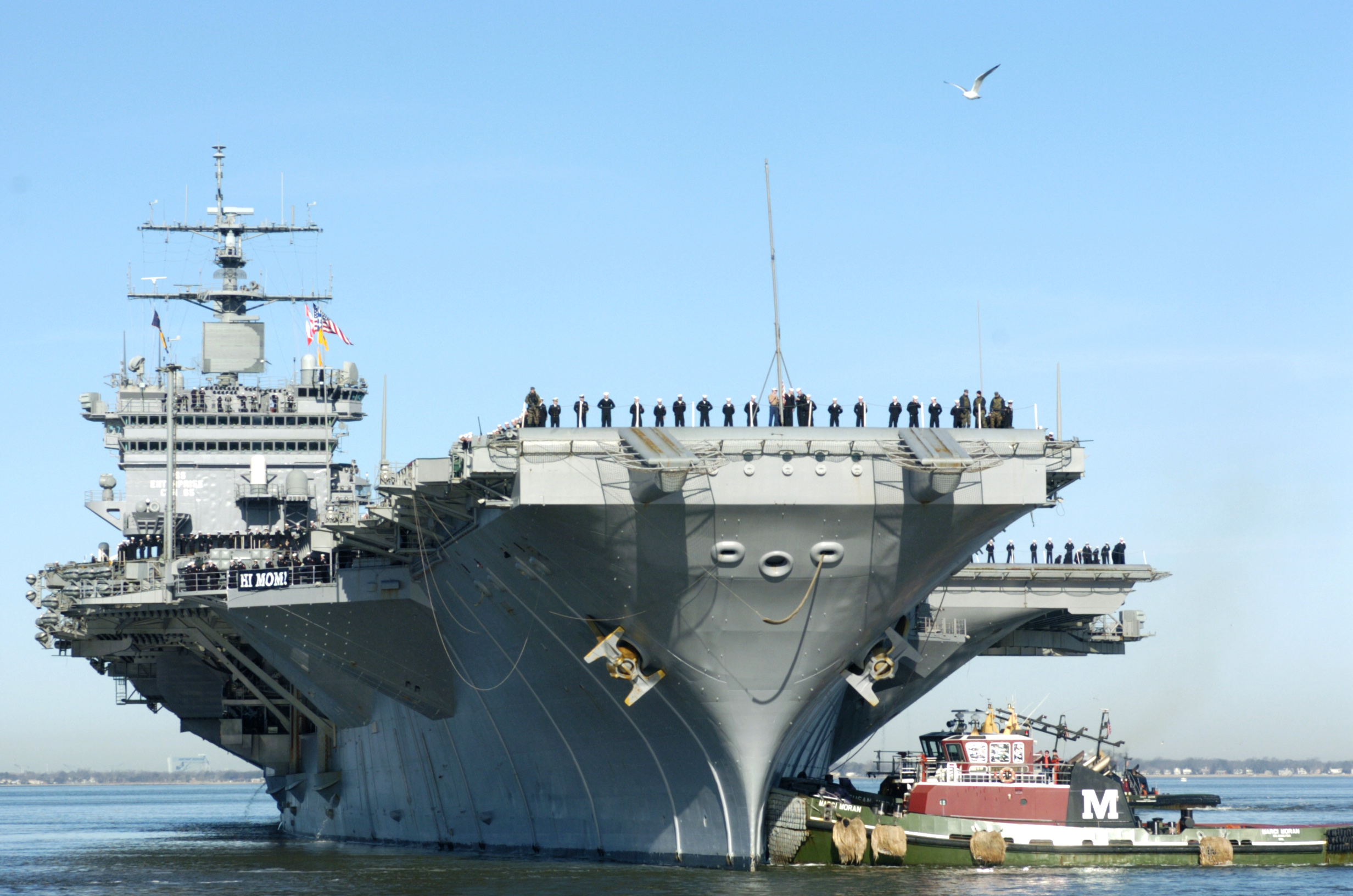
Enterprise 2004

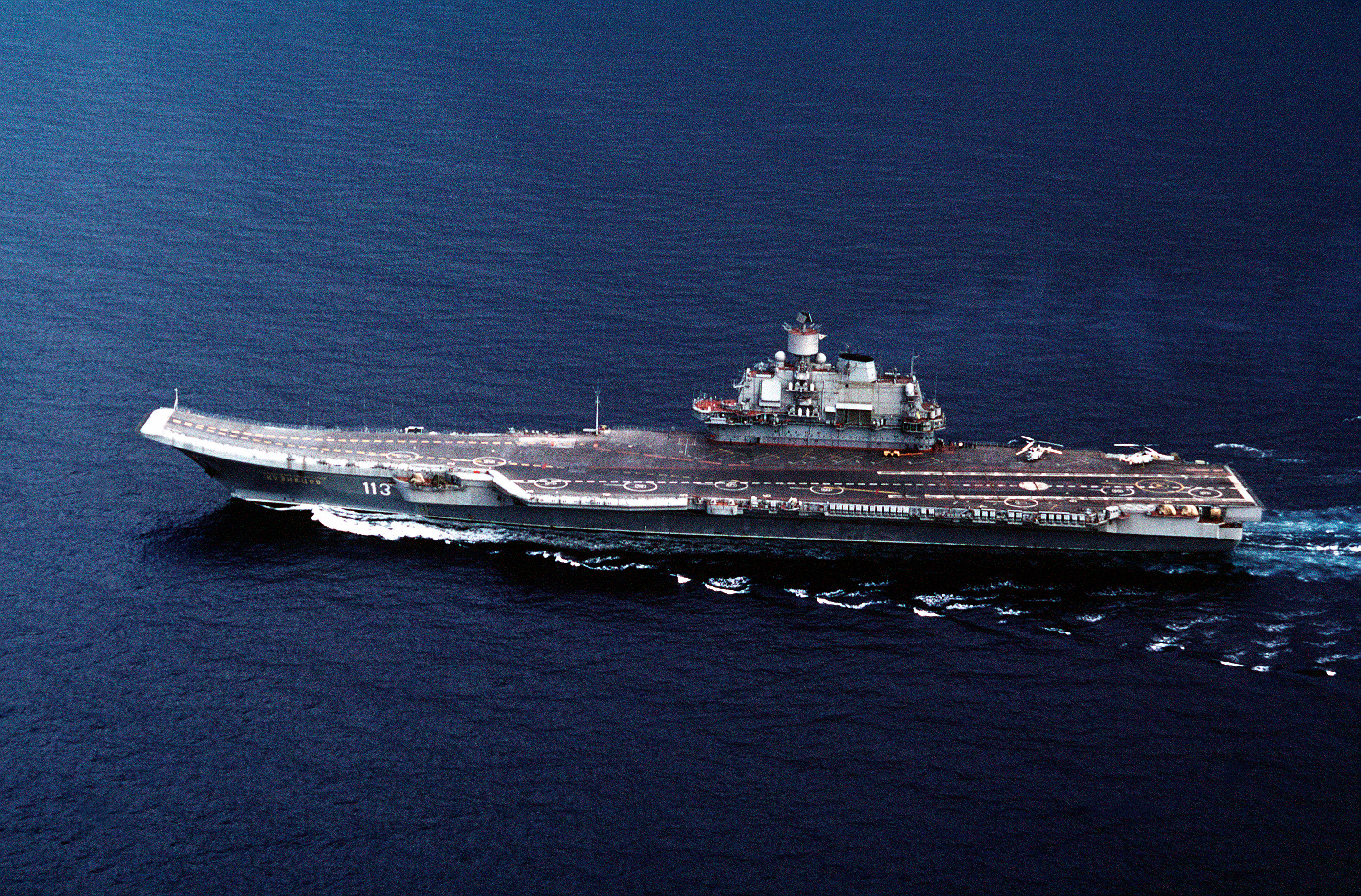
Die russische Admiral Kusnezow

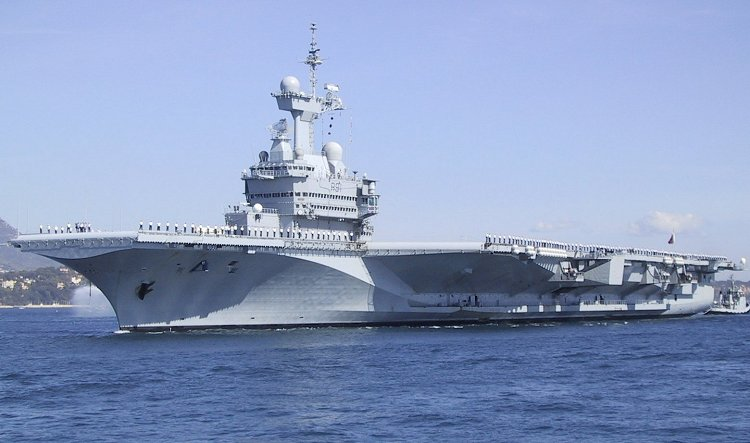
Die französische Charles de Gaulle

Nach dem Zweiten Weltkrieg wurden zwei entscheidend wichtige Verbesserungen bei Flugzeugträgern vorgenommen:
- Winkeldeck – Start- und Landebetrieb ist gleichzeitig möglich, und landende Flugzeuge können beim Verfehlen der Fangseile durchstarten
- Dampfkatapult – auch die immer schwerer werdenden modernen Düsenflugzeuge mit immer höherer Mindestgeschwindigkeit können noch vom Flugzeugträger gestartet werden

Außerdem wurde erstmals Kernkraft zur Energieerzeugung eingesetzt. Der erste Flugzeugträger mit Atomantrieb (acht Atomreaktoren) war die Enterprise der amerikanischen Marine. Sie wurde auf der Schiffswerft von Newport News Shipbuilding gebaut und war von 1961 bis 2017 im Dienst.
Die gegenwärtig größten Flugzeugträger der Welt sind die amerikanischen Träger der Nimitz-Klasse mit einer Verdrängung von knapp 100.000 Tonnen. Es wurden zehn Stück gebaut, die durch die neue Gerald-R.-Ford-Klasse ersetzt werden. Das Typschiff, die Gerald R. Ford, wurde am 22. Juli 2017 in Dienst gestellt und ersetzte die Enterprise.
Weitere Nationen mit Flugzeugträgern sind Großbritannien, Frankreich, Russland, Volksrepublik China, Spanien, Südkorea, Italien, Indien, Thailand und Brasilien. Auf Grund der immensen Kosten für einen Flugzeugträger sind die Träger dieser Länder jedoch deutlich kleiner als die amerikanischen.
Frankreich versuchte mit der 1997 in Dienst gestellten Charles de Gaulle ein Gegenstück zu den amerikanischen Trägern zu präsentieren. Sie war der erste europäische Träger mit Atomantrieb und deutlich größer als die anderen europäischen Flugzeugträger. Der Erfolg blieb jedoch aus. Bereits während der Bauzeit schossen die Kosten in astronomische Höhen. Seit der Indienststellung hat das Schiff immer wieder mit technischen Problemen zu kämpfen, unter anderen brach bereits bei der ersten Fahrt der Propeller und der Reaktor überhitzte.
2019 stellte Großbritannien den letzten der insgesamt zwei neuen Flugzeugträger der Queen-Elizabeth-Klasse in Dienst. Die Indienststellung des ersten Trägers hatte indes bereits 2017 stattgefunden. Inzwischen hat auch Frankreich sein Interesse an diesem Projekt bekundet, um eventuell die zehn Jahre alte Charles de Gaulle durch einen Träger dieser Bauart zu ergänzen.